# Arachnothera
Arachnothera Temminck, 1826 è un genere di uccelli passeriformi della famiglia Nectariniidae, comunemente noti come mangiaragni.

## Descrizione
Le specie del genere Arachnothera si distinguono dagli altri membri della famiglia Nectariniidae per le maggiori dimensioni: con i suoi 45 g di peso Arachnothera flavigaster è la specie più grande.
 Il piumaggio è meno vivace che nelle altre nettarinie e il dimorfismo sessuale meno marcato. Il becco è lungo, sino a oltre due volte la lunghezza della testa, sottile e ricurvo.

## Biologia

### Canto
Emettono un richiamo molto semplice, tipicamente una successione di chip dal timbro metallico, ripetuti incessantemente.

### Alimentazione
Si nutrono prevalentemente di piccoli artropodi, da cui il nome comune, ma anche di nettare che succhiano attraverso il lungo becco.

### Riproduzione
I nidi dei mangiaragni sono in genere meno elaborati di quelli degli altri nettarinidi, e possono essere delle semplici coppe fissate al lato inferiore di grandi foglie, come nel mangiaragni minore (Arachnothera longirostra), o dei lunghi cilindri, ugualmente fissati alle foglie degli alberi, come nel mangiaragni orecchiegialle minore (Arachnothera chrysogenys). Nella maggior parte delle specie entrambi i sessi partecipano alla cova.

## Tassonomia
Comprende le seguenti specie:
- Arachnothera longirostra (Latham, 1790) – mangiaragni minore
- Arachnothera flammifera Tweeddale, 1878 –
- Arachnothera dilutior Sharpe, 1876 –
- Arachnothera crassirostris (Reichenbach, 1853) – mangiaragni beccoforte
- Arachnothera robusta Müller, S & Schlegel, 1845 – mangiaragni beccolungo
- Arachnothera flavigaster (Eyton, 1839) – mangiaragni orecchiegialle maggiore
- Arachnothera chrysogenys (Temminck, 1826) – mangiaragni orecchiegialle minore
- Arachnothera clarae W.Blasius, 1890 – mangiaragni faccianuda
- Arachnothera modesta (Eyton, 1839) – mangiaragni pettogrigio
- Arachnothera affinis (Horsfield, 1821) – mangiaragni pettogrigio
- Arachnothera everetti (Sharpe, 1893) – mangiaragni di Everett
- Arachnothera magna (Hodgson, 1836) – mangiaragni striato
- Arachnothera juliae Sharpe, 1887 – mangiaragni di Whitehead

## Distribuzione e habitat
L'areale del genere Arachnothera è ristretto all'ecozona orientale, che si estende dall'India sino alle Filippine e dall' Himalaya sino a Giava, con la maggiore biodiversità concentrata nella penisola malese, Sumatra e Borneo.